# Terra Roxa
Terra Roxa este un oraș în Paraná (PR), Brazilia.